# Martin Mihaljevič
Martin Mihaljevič (* 3. března 1965 Děčín) je český geochemik, vysokoškolský pedagog a profesor působící na Přírodovědecké fakultě Univerzity Karlovy v Praze. Odborně se zaměřuje především na environmentální geochemii, pohyb kovů a jejich izotopů v exogenním prostředí a na procesy transportu a akumulace látek ve vodách, půdách a sedimentech.

## Život a kariéra
V roce 1988 absolvoval Přírodovědeckou fakultu Univerzity Karlovy. V roce 1993 získal titul kandidáta věd (CSc.), v roce 2005 se habilitoval v oboru geologie a v roce 2010 byl jmenován profesorem.
Na Přírodovědecké fakultě Univerzity Karlovy se podílí na výuce předmětů zaměřených na geochemii a environmentální vědy. Působí také jako řešitel nebo spoluřešitel řady výzkumných projektů. Dlouhodobě se věnuje problematice vlivu důlní činnosti na životní prostředí, a to jak v Evropě, tak v subsaharské Africe.
Martin Mihaljevič je autorem nebo spoluautorem více než 200 vědeckých publikací evidovaných v databázi Web of Science, které byly citovány více než 6 000krát. Jeho Hirschův index činí 47. Podle serveru Research.com patří k nejcitovanějším vědcům v oblasti věd o Zemi v České republice.
V rámci své odborné činnosti vychoval desítky studentů a založil laboratoře vybavené hmotnostními spektrometry. Řídí také centrum výzkumu izotopů IsoLab a vede skupinu Environmentální geochemie na Přírodovědecké fakultě UK.